# Max Louis Wessel
Max Louis Wessel (Den Haag, 28 juni 1919 – St. Ives, 7 februari 2003) was een Nederlands Engelandvaarder.

## Biografie
Wessel was de zoon van Barend Wessel en Josephina Heimans. Zijn vader had een reclamebureau. Hij had een oudere zuster Clara, die met Willy Weisglas was getrouwd. Na zijn eindexamen ging Max Wessel op 3 juli 1939 in militaire dienst bij het 2de Regiment Luchtdoelartillerie in Den Haag. Wessel was joods.
Na de meidagen van 1940 was Wessel een van de 29 mannen aan boord van de reddingsboot Zeemanshoop, die op 14 mei 1940 naar Engeland uitweek. De Zeemanshoop vertrok vanuit Scheveningen en had ook nog 15 vrouwen en 2 kinderen aan boord. De passagiers werden de volgende dag door het Britse schip HMS Venomous aan boord genomen en te Dover aan land gebracht. De reddingsboot bleef tijdens de oorlogsjaren in Engeland. Max Wessel wijdde later een expressionistisch gedicht aan de vlucht met de Zeemanshoop.
In Engeland werd hij aan boord geplaatst van de MV Barendrecht, een grote tanker en een van de 900 Nederlandse koopvaardijschepen die op zee waren tijdens de capitulatie.  Het schip was in 1938 in Denemarken gebouwd in opdracht van Van Ommeren. De Barendrecht werd op 22 september 1940 op de Theems gebombardeerd. Kapitein J.A. Osté overleed aan zijn verwondingen, Wessel raakte gewond aan zijn been en aan een oog en werd naar een hospitaal gebracht. Het schip kon gered worden. Nadat Wessel hersteld was, mocht hij niet meer de zee op. In december 1940 kreeg hij een kantoorbaan bij de Netherlands Shipping & Trading Co. in Londen.
Toen hij na de oorlog in Nederland terugkeerde, leefden zijn ouders, zuster en zwager niet meer, ze kwamen allen om in Auschwitz. Hij besloot naar Australië te emigreren; onderweg, in januari 1952, ontmoette hij lotgenote Sera Boas, met wie hij later zou trouwen. Met haar woonde hij enige jaren in New York, Nieuw-Zeeland en ten slotte Australië, waar hij als boekhouder werkte.

## Naamgenoot
Een naamgenoot, de joodse journalist Max Wessel, zoon van Eliezer Wessel en Elisabeth Morpurgo, kwam op 11 februari 1944 in Auschwitz om door vergassing.